# Road Town
Road Town (o anche Roadtown) è una cittadina di circa 9 400 abitanti sita sull'isola di Tortola, capitale delle Isole Vergini Britanniche (BVI), Territorio britannico d'oltremare.

## Geografia fisica
La città sorge al centro dell'isola di Tortola, sul versante del Mar dei Caraibi.

## Storia

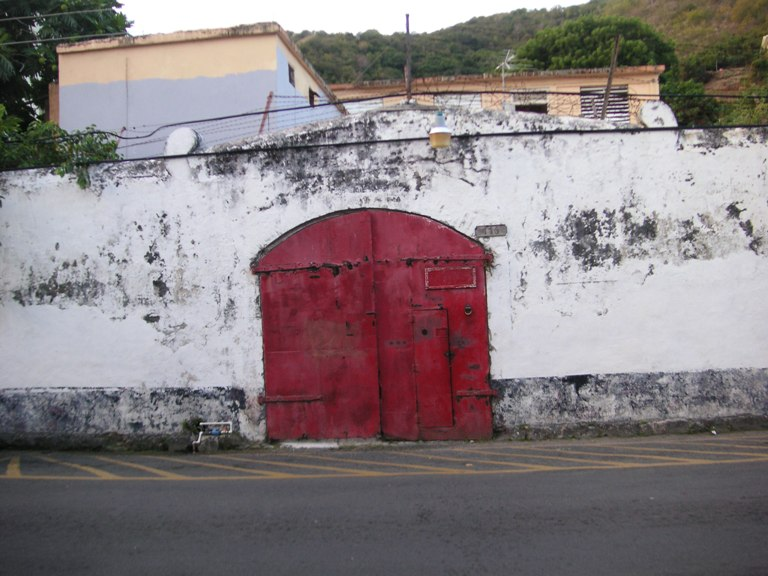
La vecchia prigione
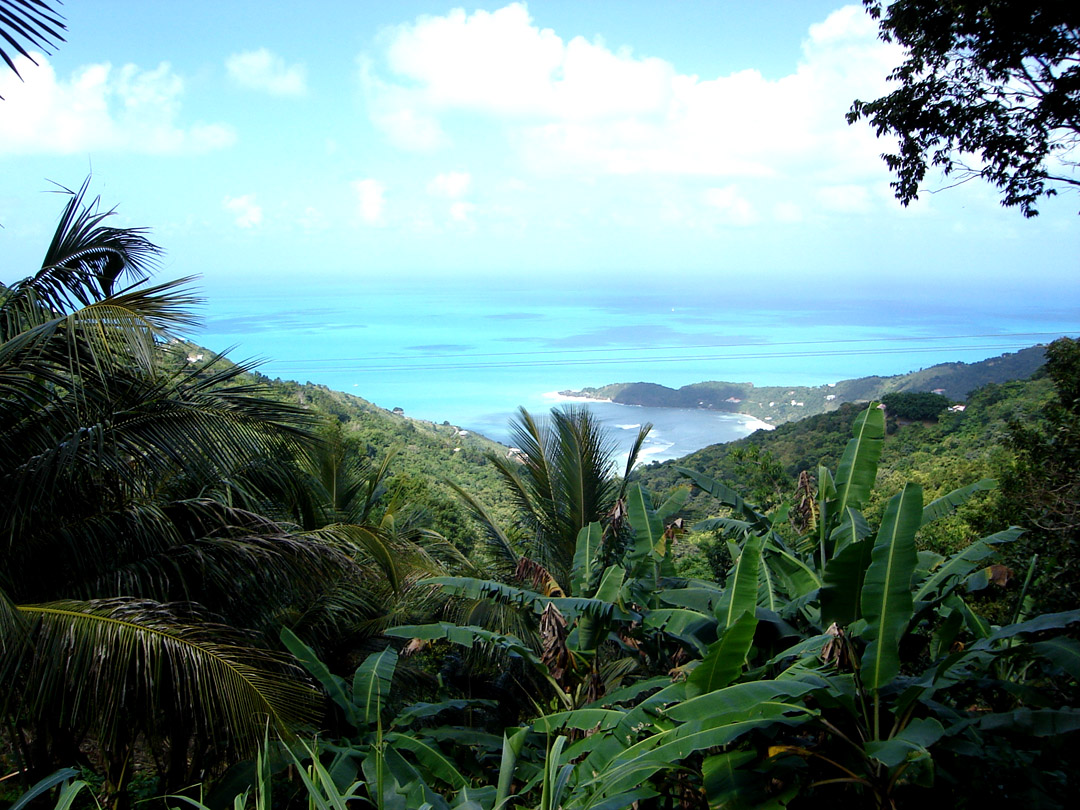
Panorama di Tortola

Il più vecchio edificio cittadino è la prigione, a Main Street, costruita nel 1840. Il nome della città deriva da un termine marinaio, "the road", indicante una zona fuori dal porto dove una nave può ancorare.